# Bucrates lanista
Bucrates lanista är en insektsart som beskrevs av Rehn, J.A.G. 1918. Bucrates lanista ingår i släktet Bucrates och familjen vårtbitare. Inga underarter finns listade i Catalogue of Life.